# Halfway to Sanity
| 전문가 평가                   | 전문가 평가 |
| 평가 점수                     | 평가 점수   |
| 출처                          | 점수        |
| ----------------------------- | ----------- |
| AllMusic                      | [ 1 ]       |
| Robert Christgau              | C+          |
| Spin Alternative Record Guide | 2/10        |

《Halfway to Sanity》는 미국의 펑크 록 밴드 라몬즈의 열 번째 스튜디오 음반이자 드러머 리치 라몬이 피처링한 마지막 음반이다. 대니얼 레이가 프로듀싱하고 1987년 9월 15일, 사이어 레코드에서 발매되었다. 그해 4월, 뉴욕의 인터갤럭틱 스튜디오에서 녹음 세션이 시작되었으며, 밴드는 노래를 더 빨리 배우기 위해 보컬보다 악기를 먼저 녹음했다. 미국 외 지역 차트에서는 좋은 성적을 거두었지만 빌보드 200에서는 172위로 정점을 찍었다.
밴드 멤버들은 음반 제작 과정에서 많은 부분에 동의하지 않았고 프로듀서 레이는 그들을 조급하다고 묘사했다. 밴드는 음반 발매 후 전 세계를 순회했지만 리치가 조니와의 재정적 갈등으로 밴드를 떠난 후 특정 공연 날짜가 취소되었다. 밴드는 마키 라몬이 돌아올 때까지 블론디의 드러머 클렘 버크 ("엘비스 라몬"이라는 가명을 사용한)를 두 번의 공연에 고용했다.
하드 록, 헤비 메탈, 크로스오버 스래시의 영향력을 보여주는 곡도 있고 버블검 팝 사운드를 보여주는 곡도 있는 등 음반 전반에 걸쳐 장르가 크게 달라졌다. 또한 조이는 〈Go Lil' Camaro Go〉에서 블론디 보컬리스트 데비 해리와 듀엣으로 노래하는 모습을 볼 수 있다. 엇갈린 비평가들의 평가에도 불구하고 스티븐 토마스 얼와인은 나중에 이 음반이 "여전히 중요한 것처럼 들리는" 마지막 음반이라고 썼다.

## 배경
음반을 프로듀싱하기 전, 대니얼 레이는 1970년대 후반에 슈라프넬의 멤버로 라몬 가족을 위해 오프닝을 열었다. 그는 리드 싱어 조이 라몬, 리드 기타리스트 조니 라몬과 함께 《Too Tough to Die》의 곡을 작곡할 때 따로 작업한 적이 있다. 레이는 "저는 지하실에서 젊은 밴드를 많이 프로듀싱하고 있었다"라고 설명했다. "조니는 한 곡을 듣고 '지난 음반보다 낫다'고 말했습니다. 그는 저를 싸게 살 수 있다는 것을 알고 있었고 저는 조니와 조이와 동시에 잘 어울리는 유일한 사람이었습니다." 2012년 자서전인 《Commando》에서 조니 라몬은 이 시기가 밴드에게 "스트레스를 많이 받는 시기"였다고 말했다.

## 상업적 성과
이 음반은 1987년 10월 10일, 174위로 미국 빌보드 200에 진입하여 1주일 후 172위로 정점을 찍었고, 10월 24일, 200위로 마지막 주를 보냈다. 빌보드 200 차트에 진입한 날 영국 음반 차트에서 78위로 정점을 찍었지만, 영국에서는 일주일 동안만 차트에 올랐다. 네덜란드 메하하르츠에서는 1987년 10월 10일, 68위로 정점을 찍으며 일주일 동안 차트에 머물렀다. 마찬가지로 스웨덴 스베리예토프리스탄 차트에서도 1987년 9월 14일, 43위로 정점을 찍은 후 일주일 동안만 차트에 머물렀다.

## 곡 목록
| #  | 제목                   | 작사·작곡               | 재생 시간 |
| -- | ---------------------- | ----------------------- | --------- |
| 1. | 〈I Wanna Live〉       | 디 디 라몬, 대니얼 레이 | 2:36      |
| 2. | 〈Bop 'Til You Drop〉  | 디 디 라몬, 조니 라몬   | 2:09      |
| 3. | 〈Garden of Serenity〉 | 디 디 라몬, 레이        | 2:35      |
| 4. | 〈Weasel Face〉        | 디 디 라몬, 조니 라몬   | 1:49      |
| 5. | 〈Go Lil' Camaro Go〉  | 디 디 라몬              | 2:00      |
| 6. | 〈I Know Better Now〉  | 리치 라몬               | 2:37      |

| #   | 제목                 | 작사·작곡             | 재생 시간 |
| --- | -------------------- | --------------------- | --------- |
| 7.  | 〈Death of Me〉      | 조이 라몬             | 2:39      |
| 8.  | 〈I Lost My Mind〉   | 디 디 라몬, 조니 라몬 | 1:33      |
| 9.  | 〈A Real Cool Time〉 | 조이 라몬             | 2:38      |
| 10. | 〈I'm Not Jesus〉    | 리치 라몬             | 2:52      |
| 11. | 〈Bye Bye Baby〉     | 조이 라몬             | 4:33      |
| 12. | 〈Worm Man〉         | 디 디 라몬            | 1:52      |